# Prowincja pruska Wniebowzięcia Najświętszej Maryi Panny
Prowincja pruska Wniebowzięcia NMP – prowincja Zakonu Braci Mniejszych, powstała w 1750 roku w łonie reformackiej frakcji Zakonu. W 1792 liczyła 338 zakonników, w tym: 219 kapłanów, 86 braci i 33 kleryków. Zaliczało się do niej 15 klasztorów: Biała Radziwiłłowska (dzisiaj Podlaska), Boćki, Brodnica, Kiszpork (Dzierzgoń), Gdańsk-Sztolcenberg, Grudziądz, Łąki Bratiańskie, Płock, Pułtusk, Siennica, Kościół i klasztor poreformacki w Toruniu na Podgórzu, Wejherowo, Węgrów, Włocławek i Zaręby Kościelne. Pruską kasatę z 1810 roku wprowadzano w prowincji stopniowo i ostatecznie dwa spośród klasztorów tej prowincji oparły się likwidacji: Wejherowo i Łąki Bratiańskie. W 1855 włączono je do nowej prowincji Niepokalanego Poczęcia NMP w Prusach Wschodnich i w Wielkim Księstwie Poznańskim.